# Eberhard Ruhmer
Eberhard Ruhmer (* 26. Juni 1917 in Delitzsch; † 1996) war ein deutscher Kunsthistoriker, Konservator, Grafiker und Maler.

## Leben
Ruhmer war ein Sohn des evangelischen Stadtpfarrer Wilhelm Ruhmer in Delitzsch. Sein älterer Bruder Helmut Ruhmer (24. September 1907 – 1945) war ein Holzschnitzer und Maler (Öl, Aquarell) und unterrichtete ihn in der Malerei. 1922 zog die Familie nach Halle um. Von 1923 bis 1927 besuchte er die Grundschule und wurde zu Ostern 1927 Schüler der Lateinischen Hauptschule in Halle. An den Franckeschen Stiftungen in Halle erhielt er sein Reifezeugnis. Anschließend absolvierte er 1936 seinen Arbeitsdienst und begann im Herbst 1936 sein Studium der Kunstgeschichte, Archäologie und Philosophie an den Universitäten in Halle (Saale) und Berlin. Zugleich besuchte er Vorlesungen zur Alten Geschichte und Musikwissenschaften. Auf dem Gebiet der Älteren und Neueren Kunst wurde er durch seine Lehrer Kurt Gerstenberg, Ludwig Heinrich Heydenreich, Wilhelm Kroll, Wilhelm Pinder, Herbert Koch, Gerhart Rodenwaldt und Wilhelm Waetzoldt. Während des Studiums unternahm er mehrere Studienreisen, um die bedeutenden Gemäldegalerien in Deutschland zu besuchen. 1937 bereiste er Ober- und Mittelitalien bis nach Neapel, 1939 besuchte er Paris und Teile Nordfrankreichs, sowie Elsass-Lothringens. 1940 promovierte er bei Waetzoldt an der Martin-Luther-Universität in Halle mit seiner Abhandlung Das Rein Malerische über die Kunsttheorie des Leiblkreises insbesondere über Wilhelm Leibl und Wilhelm Trübner.
Ab 1940 war Ruhmer Soldat, der im Herbst 1945 aus sowjetischer Kriegsgefangenschaft entlassen wurde. 1946 war er auf der Kunstausstellung der Provinz Sachsen in Halle/Saale mit einem Ölgemälde (Bei Lettin) vertreten. 1947 bis 1948 war er Assistent am Moritzburgmuseum in Halle. 1949 zog er nach Westberlin, wo er für mehrere Zeitungen als Kunstkritiker arbeitete und die eigene Malerei aufgab. Er war dort bis 1952 als Mitarbeiter des Amtes für Denkmalpflege aktiv.
1952 war er für ein Jahr Stipendiat am Kunsthistorischen Institut in Florenz. Er unternahm zahlreiche Reisen innerhalb Italiens, vor allem nach Bologna und Ferrara. 1953 bis 1955 war er wissenschaftlicher Assistent an der Hamburger Kunsthalle. 1955 bis 1957 war er erneut als Stipendiat in Florenz, diesmal durch die Deutsche Forschungsgemeinschaft gefördert. Ruhmer machte umfassende Studien über die Ferraresische Kunst und bekam von Professor Goldscheider den Auftrag, eine Monografie über den ferraresischen Maler Cosimo Tura zu schreiben.
1958 bis 1968 war er Redakteur der Münchner Kunstzeitschriften Die Kunst und das schöne Heim und Das Pantheon im Bruckmann Verlag, wo er zahlreiche Artikel veröffentlichte. 1967 wurde Ruhmer zum Hauptkonservator an die Bayerische Staatsgemäldesammlungen berufen, wo er die Abteilung zum 19. Jahrhundert bis zu seiner Pensionierung 1982 leitete. Er war seit 1980 auch Leiter der Neuen Pinakothek München.
Er war ein Schwager des Bildhauers Waldemar Otto.

## Werke (Auswahl)
Ruhmer verfasste eine Vielzahl an Künstlerbiografien, so unter anderem 1969 auch zu Bartolomeo Bonascia für das Dizionario Biografico degli Italiani oder Artikel für das Grove Dictionary of Art.
- Das Rein Malerische. Buchdruckerei Wilhelm Damm, Halle (Saale) 1940.
- Stilkunde der deutschen Kunst bis zur Gegenwart. 1. Auflage, Lemmer Verlag, Berlin 1950.
- Hinter dem Atelierfenster 1951 (ein Buch für die Jugend).
- Amerikanische Kunst. Ullstein-Verlag 1956.
- Francesco del Cossa. Bruckmann, München 1959.
- Eberhard Hanfstaengl zum fünfundsiebzigsten Geburtstag : [am 10. Februar 1961]. Bruckmann, München 1961.
- Lucas Cranach d. Ä. Phaidon, London, Barcelona 1963 (englisch und spanisch).
- Ein Madonnenbild nach Francesco del Cossa. In: Pantheon. Band 22, 1964, S. 73–80.
- Melozzo als Zeichner. In: Festschrift Ulrich Middeldorf. De Gruyter, Berlin 1968, S. 201–205, doi:10.1515/9783112414620-038.
- Caspar David Friedrich – Meereslandschaften. R. Riper & Co, München 1978.
- Der Leibl-Kreis und die reine Malerei. Rosenheimer Verlagshaus, Rosenheim 1984, ISBN 3-475-52455-4.
- Neue Pinakothek : Erläuterungen zu den ausgestellten Werken. Bayerische Staatsgemäldesammlungen, München 1989.